# 消化
消化（しょうか、英: digestion）とは、生物が外部から摂取した物質を分解処理して、利用可能な状態にする過程のことである。消化は、生体の体内や体外、細胞内または細胞外の様々な場所で行われる。消化の方法としては、機械的に破砕する物理的消化や、コロイドや分子レベルにまで分解する化学的消化が存在し、消化器ごとにも分類される。

## 一般論
一般的な意味での消化は、生物が自分の栄養源となる体外の有機物を吸収するために、より低分子の状態に分解することである。動物や菌類は自分以外の生物やその遺体などの有機物を、外部から取り込んで生活している。しかし、それらを構成する有機物は、物理的に破砕したとしても、細胞膜を透過するには、分子として大き過ぎるものが多い。そこで、それらの物質をより低分子に分解しなければならない。
有機物は、しばしば加水分解を行える構造を分子内に持っており、そのような箇所を分解するための化学的消化を行うべく、生物はその分解を行うための酵素を分泌する。これを消化酵素と言う。また、加水分解が可能な箇所は中性から遠ざかると不安定になりがちであり、消化酵素の働きを助けるため、あるいはその働きやすい環境を作るために酸などを分泌する場合もある。また、一般的に分解したい有機物の表面積が広いほど消化酵素による作用を受けやすいために、元の材質が大きい塊であればそれを細片に分けることや、油脂系の物質を懸濁状態にすることなども消化酵素の働きを助けるので、それらの操作も消化の働きの一部である。
中には、自身には消化できないものを分解するために、微生物などを消化管内に共生させている動物もいる。この場合、その動物が吸収するのは微生物に分解させた物質であるが、同時に微生物が生合成した物質や微生物死骸も食料とされている。
消化の過程を得て、炭水化物はグルコースなどの単糖に、タンパク質はアミノ酸に、脂肪は脂肪酸・グリセロール・モノアシルグリセロールへとそれぞれ分解される。これはどの動物においてもほぼ同じである。
消化率向上による栄養状態向上を目的として、畜産動物の飼料に酵素のキシラナーゼなどを配合することがある。

## 未消化物の吸収
消化管の上皮層にはバリア機能があるため分子量500程度までの物質を通すとされている。しかし食物アレルギーの原因となる、主にタンパク質である未消化のアレルゲンの分子量は5,000から10万で、実際にはそうした分子量の多い物質も少量は吸収される。正常なラットでFITC-デキストラン（FD-10、分子量9.4万）や卵白アレルゲンのリゾチーム（分子量1.4万）や卵白アルブミン（分子量4.5万）の少量は血中に移行している。人間では、食べた卵の卵白アルブミンと牛乳のβ-ラクトグロブリン（分子量1.7万）の血中への移行について、健康な成人では卵白アルブミンが、健康な子どもでは両方とも血中への移行が確認された。

## 消化のための構造
一般に独立栄養生物である植物は光合成によってグルコースを作れるので、食物を必要としない。ただし植物であっても、窒素やリンなどは体外から取り入れる必要があるものの、これは最初から無機化合物の状態のものを吸収するので、消化の働きは持たない。ただ、食虫植物のように消化酵素を分泌する植物も存在する。また、藻類の中には、有機物を取り入れる能力を持つものもある。なお、従属栄養生物である細菌類、菌類、動物などは消化か、それに似た働きを持っている。
消化酵素が体外に分泌され、そこで分解された有機物を吸収する場合を体外消化と言う。これに対して、餌となる物体をまず体内の然るべき所に取り入れて、そこで消化を行うものを体内消化と言う。個々の細胞に関しても、細胞の外で分解する場合には細胞外消化、細胞内に取り入れてから消化するのを細胞内消化と言う。
体外消化の場合には、消化は特に決まった部分で行われるわけではない。これに対して、体内消化の場合、餌を取り込み、それを蓄え、分解吸収するための構造が存在する。これを消化器官と言う。動物一般では、体内に袋があり、体表に続く管によってつながっている。これを消化管と言い、一般には腸と呼ばれる。この腸（小腸）上皮の膜部分で行う消化は膜消化・表面消化（接触消化）と言う。
いわゆる腔腸動物と扁形動物などを除けば、消化管の口は2つあって、取り入れる口と消化吸収した残りを排泄する口が分かれる。この、入り口の方を口、出口の方を肛門と言う。消化管には消化酵素やそれを助ける物質を分泌する器官が付随することが多い。それらは一般に消化腺と呼ばれる。口の周囲には餌の取り込みを助けるために触手や顎、歯などの摂食器官が付属することも多く、それらが機械的消化の一部を担っている場合もある。
単細胞生物や原生生物が体内消化する場合、細胞内消化であることも多い。細胞内消化の場合、細胞が粒子をエンドサイトーシスによって取り込み、細胞内の袋状の構造に入れ、その膜を通して消化酵素が分泌され、分解された物質は膜を通して吸収される。この袋状の構造を食胞と言う。同様の働きは、多細胞生物にも見られる場合があり、その場合にはその働きはリソソームが行う。

## ヒトの消化
ヒト（多細胞レベル）の消化は、食物中の物質（タンパク質、炭水化物、脂肪など）を吸収可能な大きさの分子に分解する工程のことを指す。消化は消化管で数段階に分けて行われ、咀嚼や消化管の運動による物理的消化と、消化酵素、胃酸などによる化学的消化の2つがある。個人差や食物によって変わるが全体で24時間から48時間程度と言われる。

### 物理的消化
咀嚼（そしゃく）
食物を歯で噛み砕く事によって食物を細かくする。
蠕動（ぜんどう）運動
筋肉の収縮で波を作り、食物を運ぶ。
分節運動
筋肉の収縮によって消化液と食物を混ぜる。

### 化学的消化
唾液
唾液に含まれるアミラーゼによって、デンプンが、マルトースとデキストリンに分解される。米をかみ続けると甘く感じるのはマルトースの影響である。
胃液
胃液に含まれるペプシノーゲンが塩酸と反応してペプシンとなり、タンパク質をペプトンに分解する。
胆汁
胆汁は脂肪を乳化し、消化しやすくする。
膵液（すいえき）
膵液はアミラーゼ、トリプシン、ペプチターゼ、リパーゼなどの消化酵素を含み、三大栄養素全ての消化に関わる。アミラーゼがデキストリンを二糖類のマルトースに分解する。トリプシンがペプトンをトリペプチドやジペプチドやアミノ酸に分解し、ペプチターゼがポリペプチドをアミノ酸に分解する。リパーゼが脂肪をグリセリンと脂肪酸に分解する。なお、胃液に含まれる塩酸を中和し、むしろ腸内を弱塩基性にする作用もあり、膵液に含まれる消化酵素は、弱塩基性で作用を発揮しやすいようになっている。
腸液
炭水化物は膵液でマルトースまで分解され、最終的に小腸の上皮細胞に存在するマルターゼによって単糖類のグルコースに分解される。また、小腸の上皮細胞では、デンプンの分解産物の一部を分解するためのイソマルターゼ、ショ糖を分解するためのスクラーゼ、乳糖を分解するためのラクターゼ、トレハロースを分解するためのトレハラーゼなどの二糖類加水分解酵素により、単糖類のグルコース、フルクトース、ガラクトースなどにまで分解されて初めて腸管からの吸収が可能となる。
大腸
大腸の主要な機能は食物の難消化性成分（いわゆる食物繊維）の腸内細菌による分解産物の吸収、水分および塩分の吸収である。大腸が分泌する弱塩基性の大腸液には消化酵素が含まれず、これは粘液として大腸壁の保護や内容物の輸送を促す作用を担う。その代わり、大腸内での物質の分解は腸内細菌が行う。つまり、小腸までで消化できなかった物を、腸内細菌に分解してもらうわけであり、これを発酵作用と呼ぶ。腸内細菌による分解を通じて物質を吸収可能な分子にまで変換させるのである。その過程で酪酸や酢酸などの有機酸や、メタンなどの気体が生じる。また、アミノ酸の分解においてインドールやスカトールなども生じ、これらが排泄物の臭いの一因となる。
大腸の組織（大腸上皮細胞）の代謝には、腸内細菌による発酵作用で生成されて吸収された短鎖脂肪酸が主要なエネルギー源として直接利用され、さらに余剰部分が全身の組織のエネルギー源として利用される。ウマなどの草食動物ではこの大腸で生成された短鎖脂肪酸が主要なエネルギー源になっているが、ヒトでも低カロリーで食物繊維の豊富な食生活を送っている場合には、この大腸での発酵作用で生成された短鎖脂肪酸が重要なエネルギー源となっている。また、腸内細菌の活動によって生成されるビタミンがあることも知られている。

## 動物の特殊な消化

### 反芻
ウシ目（偶蹄目）の動物（ウシ・シカ・ヤギなど）は、多くが一旦飲み込んで胃内に入れた食べ物を、胃から口中に戻して再び噛む反芻と呼ばれる動作を行う。また、4つの胃を持ち、第1胃には繊毛虫と細菌類が大量に住み、摂取した食物の分解発酵をしている。これらの消化機構により、他の哺乳類が消化吸収できないセルロースなどを栄養として取り込むことが出来る。

### 食糞
ウサギ類は、食糞と呼ばれる行動をする。これは、「軟糞」と呼ばれる特殊な糞を排泄し、これを食べる行動のことである。軟糞は食べ物が盲腸の中での微生物による発酵によってできたもので、タンパク質やビタミンなどを豊富に含んでいる。
テンジクネズミやラットなども同様の食糞を行う。カバ、コアラなどでは子供が親の軟糞状の糞を摂食し、離乳食的な役割を果たす他、盲腸内の微生物を受け渡す役割もあるとされている。

### 砂嚢
ほとんどの鳥類は歯を持たないが、植物を食べる鳥類の多くは食道が発達した砂嚢と呼ばれる袋を持っており、そこで砂や小石と食べ物をこすり合わせることによって機械的な破砕、つまり、物理的消化を行う。鳥が砂などを食べるのは、砂嚢に入れるためである。
草食恐竜の大半は、歯を持ってはいたものの、体の大きさに比べれば貧弱な歯と咀嚼筋しかなかった。ただ鳥類と同様に、砂嚢があり、そこで胃石（体に応じて大きく、砂というより石である）を使って消化したと考えられている。

### 体外消化
体外消化とは、捕えた獲物に消化液を注入し、消化された液体状の物を吸い取る方法であり、細胞外消化の一種に入る。一部の昆虫（捕食性カメムシ、オサムシ、ゲンゴロウの幼虫、アリジゴクなど）、クモ類、サソリなどが行う。
渦虫類などは、口腔から胃までを反転させて体外に出し、食物を包んで消化する。ただし、これはあくまで消化管による消化である。
クサリヘビ科に主に見られる出血毒は、消化液が変化したものだと考えられ、筋肉や血液を破壊し消化するのに役立つ。

### 植物繊維の分解
植物の繊維分であるセルロースやリグニンは多糖類であり、加水分解可能な分子ではあるものの加水分解が難しく、このような繊維からエネルギーを得ることは困難である。ワラジムシ類やカタツムリなどの一部の動物は自力で完全にセルロースを分解する能力を持つが、多くの草食性の多細胞生物はそのような能力を持たない。そのため、セルロースを消化するために消化管の中にセルロースを分解できる微生物を共生させて化学的分解を行わせる必要がある。また、ウシ目では繊毛虫が、シロアリでは多鞭毛虫・超鞭毛虫がその役割を補っている。
生きた葉を食べる動物の中には、生きた細胞質のみを利用し、繊維質を利用する事を放棄して、それをそのままに糞として放出するものもある。また、植物遺体を餌とするものには、実際にはそれに含まれる菌類や細菌を消化吸収しているものがある。これらについては分解者を参照。

## 動物以外の消化
菌類の消化能力は幅広く、菌類全体について言えば、他の生物が分解できない非常に多くの有機物を分解することができる。細菌類には、さらに特殊な物質を分解する能力を持つものがある。
食虫植物は、動物とはやや異なるものの同じような消化機構を持つ。

## 細胞レベルでの消化
細胞内における消化は、細胞内消化と呼ばれる。
白血球の単球や血管外のマクロファージは細菌などの大きな異物を細胞内に取り込んで消化する。ただしこの場合、栄養摂取の役割はほとんどない。リソソームは細胞小器官の1つで、リパーゼなど多種の酵素をその中に蓄えており、細胞内の他の場所から運ばれてきた物質を分解する、細胞消化のための重要な細胞小器官である。
原生動物など単細胞性の動物的生物は、食物を細胞内の小さな空洞に取り込み消化を行う。この空洞を食胞と言う。食胞の膜からは消化酵素が分泌され、分解物は膜を通じて吸収されるものと考えられる。残った物質は体外に放出される。これはリソソームと相同なものであるとも考えられている。